# Pseudochelonarium maculosum
Pseudochelonarium maculosum là một loài bọ cánh cứng trong họ Chelonariidae. Loài này được Pic miêu tả khoa học đầu tiên năm 1927.